# Bahnstrecke Castelvetrano–Porto Empedocle
| |                          |                            |                            |
| Streckenlänge: | 123,1 km                 |                            |                            |
| Spurweite: | 950 mm (ital. Meterspur) |                            |                            |
| |                          |                            |                            |
| \| \| \| von Burgio bis 1968 \| \| \| \| \| von Palermo (Normalspur) \| \| \| \| 0,0 \| Castelvetrano \| 176 m \| \| \| \| nach Trapani (Normalspur) \| \| \| \| 7,0 \| S. Teresa Selinuntina \| S. Teresa Selinuntina \| \| \| 9,3 \| Latomie \| 67 m \| \| \| 13,1 \| Selinunte \| 35 m \| \| \| 15,4 \| Cava Belice \| Cava Belice \| \| \| 22,1 \| Porto Palo \| 55 m \| \| \| 28,1 \| Menfi \| 98 m \| \| \| 42,1 \| Capo S. Marco \| 77 m \| \| \| 49,1 \| Sciacca \| 8 m \| \| \| \| Tunnel S. Giorgio (3770 m) \| \| \| \| 60,3 \| Bellapietra \| Bellapietra \| \| \| \| \| \| \| \| 61,7 \| Verdura \| 32 m \| \| \| 71,2 \| Ribera \| 190 m \| \| \| 77,7 \| Magazzolo \| 100 m \| \| \| \| nach Lercara \| \| \| \| 88,3 \| Monte Sara \| Monte Sara \| \| \| \| \| \| \| \| 90,8 \| Cattolica Eraclea \| 56 m \| \| \| 97,2 \| Monteallegro \| 126 m \| \| \| 106,2 \| Siculiana Marina \| 12 m \| \| \| 109,2 \| Siculiana \| 73 m \| \| \| 114,6 \| Realmonte \| 69 m \| \| \| 118,5 \| Punta Piccola \| 5 m \| \| \| 121,6 \| Porto Empedocle Cannelle \| Porto Empedocle Cannelle \| \| \| 123,1 \| Porto Empedocle \| 4 m \| \| \| \| nach Agrigent (Normalspur) \| \| |                          |                            |                            |
| Strecke (außer Betrieb) |                          | von Burgio bis 1968        | von Burgio bis 1968        |
| Abzweig ehemals geradeaus und von rechts |                          | von Palermo (Normalspur)   | von Palermo (Normalspur)   |
| Bahnhof | 0,0                      | Castelvetrano              | 176 m                      |
| Abzweig ehemals geradeaus und nach rechts |                          | nach Trapani (Normalspur)  | nach Trapani (Normalspur)  |
| Haltepunkt / Haltestelle (Strecke außer Betrieb) | 7,0                      | S. Teresa Selinuntina      | S. Teresa Selinuntina      |
| Haltepunkt / Haltestelle (Strecke außer Betrieb) | 9,3                      | Latomie                    | 67 m                       |
| Bahnhof (Strecke außer Betrieb) | 13,1                     | Selinunte                  | 35 m                       |
| Haltepunkt / Haltestelle (Strecke außer Betrieb) | 15,4                     | Cava Belice                | Cava Belice                |
| Bahnhof (Strecke außer Betrieb) | 22,1                     | Porto Palo                 | 55 m                       |
| Bahnhof (Strecke außer Betrieb) | 28,1                     | Menfi                      | 98 m                       |
| Bahnhof (Strecke außer Betrieb) | 42,1                     | Capo S. Marco              | 77 m                       |
| Bahnhof (Strecke außer Betrieb) | 49,1                     | Sciacca                    | 8 m                        |
| Tunnel (Strecke außer Betrieb) |                          | Tunnel S. Giorgio (3770 m) | Tunnel S. Giorgio (3770 m) |
| Haltepunkt / Haltestelle (Strecke außer Betrieb) | 60,3                     | Bellapietra                | Bellapietra                |
| Tunnel (Strecke außer Betrieb) |                          |                            |                            |
| Bahnhof (Strecke außer Betrieb) | 61,7                     | Verdura                    | 32 m                       |
| Bahnhof (Strecke außer Betrieb) | 71,2                     | Ribera                     | 190 m                      |
| Bahnhof (Strecke außer Betrieb) | 77,7                     | Magazzolo                  | 100 m                      |
| Abzweig geradeaus und nach links (Strecke außer Betrieb) |                          | nach Lercara               | nach Lercara               |
| Haltepunkt / Haltestelle (Strecke außer Betrieb) | 88,3                     | Monte Sara                 | Monte Sara                 |
| Tunnel (Strecke außer Betrieb) |                          |                            |                            |
| Bahnhof (Strecke außer Betrieb) | 90,8                     | Cattolica Eraclea          | 56 m                       |
| Bahnhof (Strecke außer Betrieb) | 97,2                     | Monteallegro               | 126 m                      |
| Haltepunkt / Haltestelle (Strecke außer Betrieb) | 106,2                    | Siculiana Marina           | 12 m                       |
| Bahnhof (Strecke außer Betrieb) | 109,2                    | Siculiana                  | 73 m                       |
| Bahnhof (Strecke außer Betrieb) | 114,6                    | Realmonte                  | 69 m                       |
| Haltepunkt / Haltestelle (Strecke außer Betrieb) | 118,5                    | Punta Piccola              | 5 m                        |
| Haltepunkt / Haltestelle (Strecke außer Betrieb) | 121,6                    | Porto Empedocle Cannelle   | Porto Empedocle Cannelle   |
| Kopfbahnhof Strecke bis hier außer Betrieb | 123,1                    | Porto Empedocle            | 4 m                        |
| Strecke |                          | nach Agrigent (Normalspur) | nach Agrigent (Normalspur) |

Die Bahnstrecke Castelvetrano–Porto Empedocle war eine eingleisige Schmalspurbahn an der westlichen Südküste Siziliens. Die 123 km lange Strecke führte von Castelvetrano über Sciacca nach Porto Empedocle, von dort bestand durch ein Dreischienengleis eine Verbindung nach Agrigent. Die Strecke wurde zwischen 1910 und 1923 eröffnet und zwischen 1978 und 1985 stillgelegt. Der Abschnitt von Castelvetrano nach Ribera war die letzte Schmalspurstrecke, die die FS betrieb.

## Geschichte
Bereits seit den 1880er Jahren bestand die Idee einer Bahnverbindung an der westlichen Südküste Siziliens. Ernsthaft in Angriff genommen wurde das Projekt erst, nachdem die Rete Sicula in den FS aufgegangen war. Das erste Teilstück zwischen Castelvetrano und Selinunte wurde am 20. Juni 1910 in Betrieb genommen; durchgängig befahrbar war die Strecke ab dem 2. Juli 1923.
Betriebsaufnahme der einzelnen Teilstücke:
| Eröffnungsdatum   | Streckenabschnitt           |
| ----------------- | --------------------------- |
| 20. Juni 1910     | Castelvetrano–Selinunte     |
| 16. Dezember 1911 | Siculiana–Porto Empedocle   |
| 21. Februar 1914  | Selinunte–Sciacca           |
| 16. Juni 1915     | Cattolica Eraclea–Siculiana |
| 26. Februar 1917  | Ribera–Cattolica Eraclea    |
| 2. Juli 1923      | Sciacca–Ribera              |

Nachdem der Betrieb auf der Strecke Ribera–Porto Empedocle bereits am 22. März 1978 aufgegeben worden war, fuhr der letzte Schmalspurzug der FS am 31. Dezember 1985 zwischen Castelvetrano und Ribera. Die Strecke blieb noch jahrelang im Kursbuch der FS erwähnt, definitiv aufgegeben wurde sie erst mit einem Ministerialdekret vom 14. März 2004.
Das Gesetz Nr. 128 vom 9. August 2017 erklärte den Abschnitt Castelvetrano–Porto Palo di Menfi der Strecke zu einer Bahnstrecke von nationalem touristischen Interesse, was deren Erhalt zu einem öffentlichen Interesse macht. Das Gesetz Nr. 128 vom 9. August 2017 stellt die Ertüchtigung zur Wiederaufnahme des Betriebs allerdings unter einen Finanzierungsvorbehalt.

## Betrieb

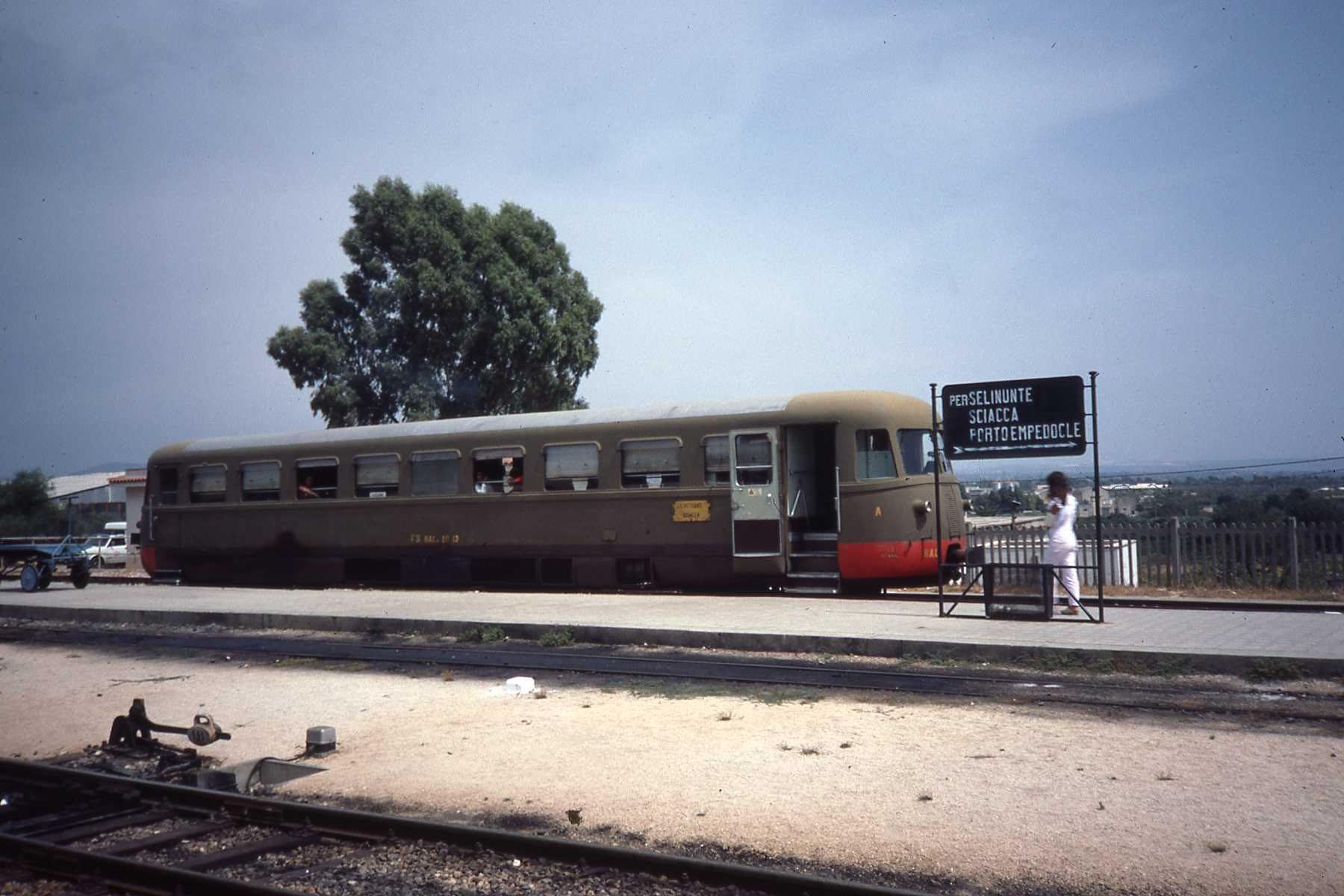
RALn 6013 im Bahnhof Castelvetrano (1984)

Die Strecke wurde von den FS betrieben. Der gesamte Betrieb wurde zunächst mit Dampflokomotiven abgewickelt, ab 1949 wurden für den Personenverkehr auch Dieseltriebwagen des Typs RALn 60 eingesetzt. Obwohl das Ende der Linie und damit des Schmalspurbetriebs der FS bereits absehbar war, bestellten diese 1978 noch zwei Diesellokomotiven des Typs RD 142; diese kamen ab 1981 für wenige Jahre im Güterverkehr in Einsatz.